# West Finchley (London Underground)

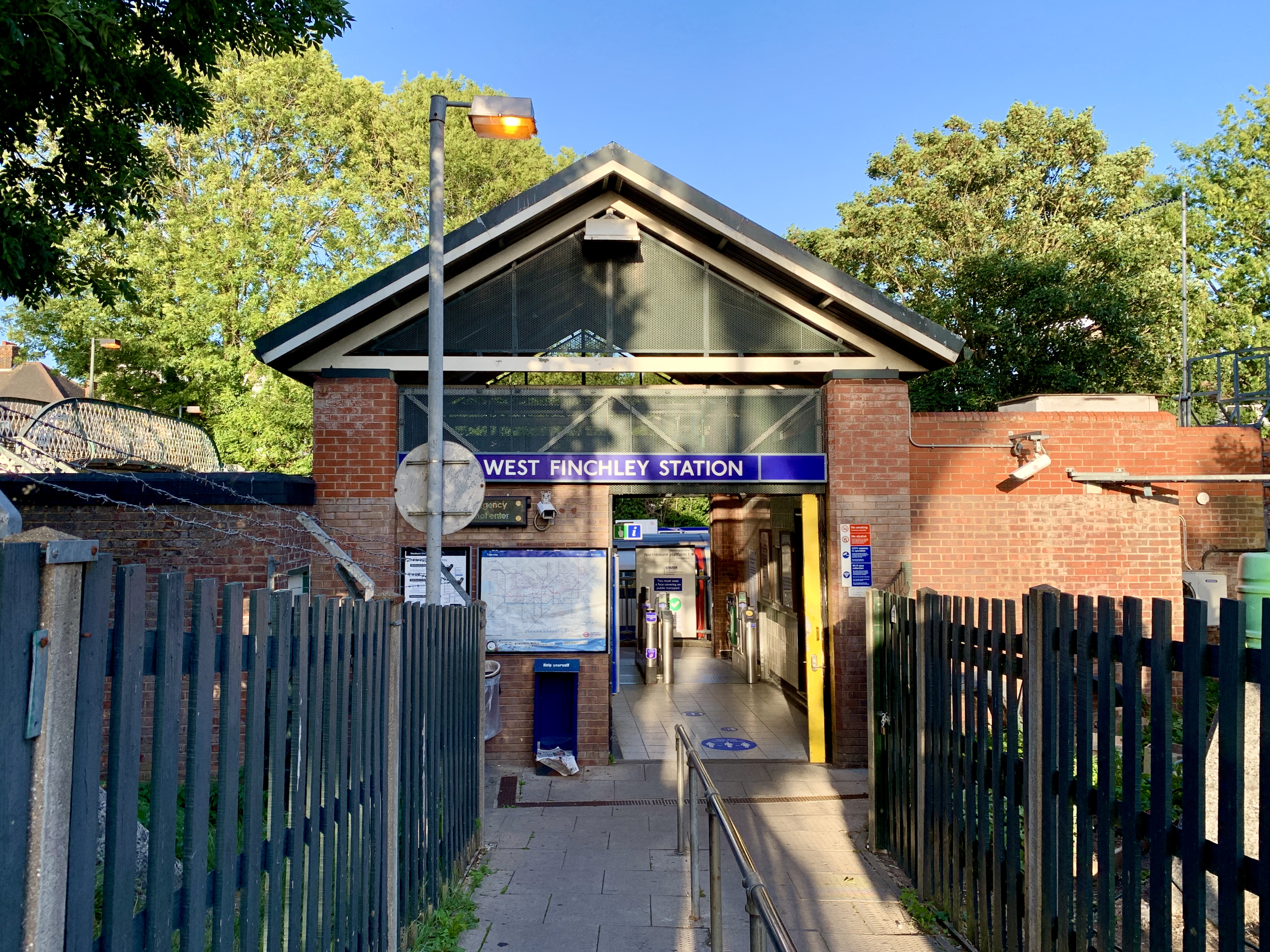
Eingang zur Station West Finchley

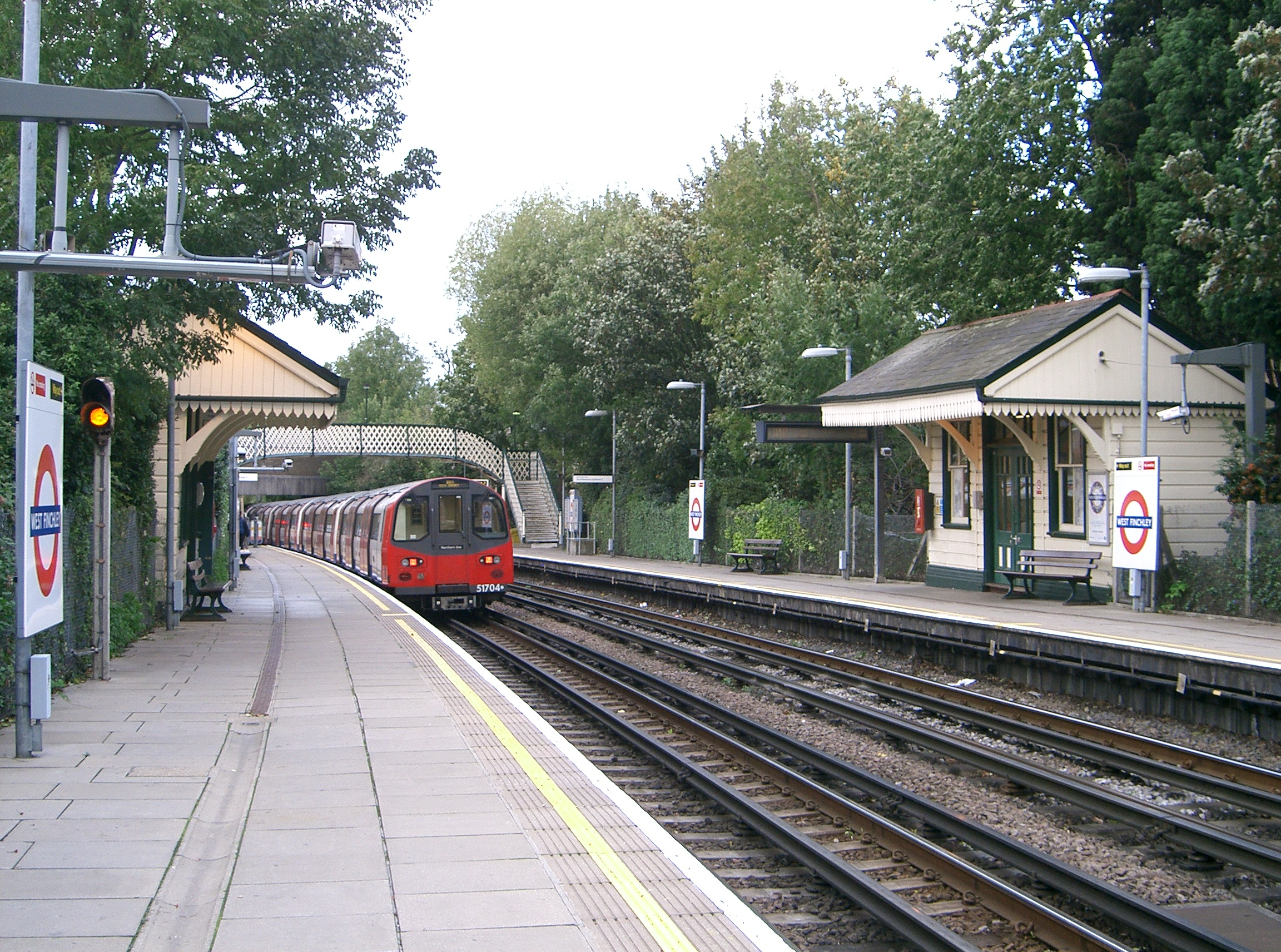
Bahnsteig mit abfahrendem Zug

West Finchley ist eine oberirdische Station der London Underground im Stadtbezirk London Borough of Barnet. Sie liegt in der Travelcard-Tarifzone 4 an der Nether Street und wird von der Northern Line bedient. Im Jahr 2013 nutzten 1,37 Millionen Fahrgäste diese von der Northern Line bediente Station.
Zwar fährt die U-Bahn hier erst seit Beginn der 1940er Jahre, doch die Station wurde wenige Jahre zuvor als Haltepunkt einer Vororteisenbahn gebaut. Der Haupteingang befindet sich an der Nether Street. Eine Fußgängerbrücke führt zum Bahnsteig in Richtung Innenstadt. Dort befindet sich ein Nebeneingang, der jedoch nur während der Hauptverkehrszeit offen ist. Das Gebiet rund um die Station ist eine eher dünn besiedelte wohlhabende Wohngegend, was zur Folge hat, dass West Finchley außerhalb der Hauptverkehrszeit nur sehr schwach frequentiert wird.
1933 eröffnete die London and North Eastern Railway (LNER) die Station an der Vororteisenbahnlinie zwischen Finchley Central und High Barnet, die bereits seit 1872 bestand. Im Rahmen des Northern Heights-Projekts wurde die Eisenbahnstrecke nach High Barnet in das Underground-Netz integriert. Der U-Bahn-Betrieb begann am 14. April 1940. Während kurzer Zeit befuhren sowohl U-Bahn als auch Eisenbahn die Strecke, der letzte Zug der LNER verkehrte im März 1941.